# Llorenç Matamala
Llorenç Matamala i Piñol (pron. catalana: /ʎuˈɾɛns ˌma.təˈma.ɫə i piˈɲɔɫ/; Barcellona, 1856 – Barcellona, 1925) è stato uno scultore spagnolo.

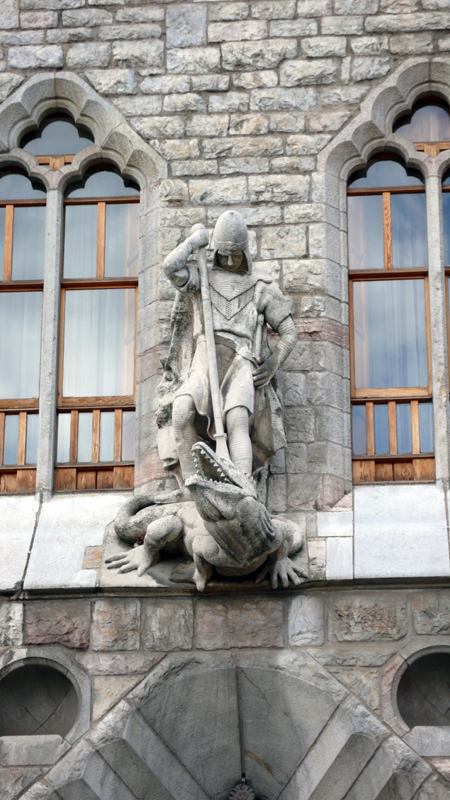
Il gruppo scultoreo parietale della Casa de los Botines San Giorgio e il drago

Nacque a Vila de Gràcia, quartiere del capoluogo catalano, dallo scultore Joan Flotats, che lo iniziò al mestiere assieme ad una schiera di discepoli. Il padre lavorò alle decorazioni del Parco della Cittadella, studiando dapprima presso la Scuola della Llotja di Barcellona. Collaboratore e amico d'infanzia di Antoni Gaudí, lo aiutò nella realizzata della Sagrada Família, dov'era a capo di una squadra specializzata, eseguendo numerose opere utilizzando le linee guida prestabilite da Gaudí. Operò anche per gli apparati decorativi di Casa de los Botines. Il figlio, Joan Matamala, divenne anche lui un importante scultore.

## Opere di Matamala

### Per la Sagrada Familia di Barcellona

#### Facciata della Natività
- Angeli trombettisti (Àngels trompeters)
- Gesù che lavora come falegname (Jesús treballant de fuster)
- Gesù che predica al tempio (Jesús predicant al temple)
- Il saggio e il Bambin Gesù (El savi i el Nen Jesús)
- Famiglia di Gesù (Família de Jesús)
- La strage degli innocenti (Mort dels Sants Innocents)
- La fuga in Egitto (La fugida a Egipte; assieme a Carles Mani)
- San Zaccaria (Sant Zacaries)
- San Giovanni che predica (Sant Joan predicant)
- Immacolata Concezione (Immaculada Concepció)
- Matrimonio di Giuseppe e Maria (Casament de Josep i Maria)
- Incoronazione di Maria (Coronació de Maria)
- La barca di San Giuseppe (La barca de Sant Josep)
- La presentazione di Gesù al tempio (La presentació de Jesús al temple)
- Visitazione (Visitació)

#### Portale del Rosario
- Madre di Dio col Bambinello (Mare de Déu amb el Nen)
- Morte del Giusto (Mort del Just)
- Tentazione della Donna (Temptació de la Dona)
- Tentazione dell'Uomo (Temptació de l'Home)

#### Campanile della Natività
- San Mattia (Sant Maties)
- San Giuda Taddeo (Sant Judes Tadeu)
- San Simone (Sant Simó)
- San Barnaba (Sant Bernabé)

### Per la Casa Botines di León
- San Giorgio e il drago, nella facciata principale della Casa Botines, nella città di León.[2]